# Ateleaspis
Ateleaspis tessellata
Genre
Espèce
Ateleaspis est un genre fossile de poissons primitifs ostracodermes. L'espèce Ateleaspis tessellata a vécu du Silurien inférieur au Dévonien basal. Des espèces de la période silurienne ont été découvertes en Norvège et en Écosse, mais on l’a aussi trouvé en Sibérie dans des couches du début du Dévonien.

## Classification
L'espèce Ateleaspis tessellata et le genre Ateleaspis sont décrits par Ramsay Heatley Traquair en 1899 selon GBIF, IRMNG et BioLib, en 1889 selon Paleobiology Database, mais sans publication originale précisée.

## Description
Ateleaspis est l'un des premiers vertébrés à deux nageoires, long de 15 à 20 cm environ. Comme d'autres ostracodermes, Ateleaspis avait un bouclier crânien similaire à celui de Cephalaspis et son corps étroit était recouvert d'écailles ressemblant à des denticules imbriqués.

## Milieu de vie
Ateleaspis a été trouvé dans des strates sédimentaires. Comme les autres ostracodermes, c'était un poisson sans mâchoires qui, grâce à son bouclier céphalique aplati pourvu de champs sensoriels latéraux (peut-être électrosensibles) devait fouir le sédiment à la recherche de petits crustacés, trilobites ou mollusques.

### Publication originale
- (en) Trans. Roy. Soc. Edinburgh, vol. 39, 1899, p. 834.